# Phyllanthus polyphyllus
Phyllanthus polyphyllus là một loài thực vật có hoa trong họ Diệp hạ châu. Loài này được Willd. miêu tả khoa học đầu tiên năm 1805.